# Internet2
Ne doit pas être confondu avec Web 2.0.
 (juin 2021).
Internet2 ou University Corporation for Advanced Internet Development, abrégé sous le sigle UCAID, est un consortium à but non lucratif regroupant plus de 330 universités Américaines et des partenaires industriels. Créé pour accélérer le développement de technologies réseau de pointe, Internet2 joue un rôle essentiel dans l'évolution d'Internet.

## Membres
Parmi les entreprises participant au consortium, on peut citer AT&T, Intel, Sun Microsystems, Nortel, Cisco.

## But
L'objectif d'Internet2 est de repousser les limites de ce qui est possible sur le réseau. En mettant au point des technologies de pointe comme l'IPv6, le multidiffusion IP et les mécanismes de qualité de service, Internet2 permet aux chercheurs et aux institutions d'expérimenter de nouvelles applications exigeantes en bande passante.